# Gujō
Gujō (jap. 郡上市 Gujō-shi) – miasto w prefekturze Gifu na wyspie Honsiu (Honshū), w Japonii.

## Opis
To małe miasteczko, znane z dziewiczych dróg wodnych i charakterystycznego letniego festiwalu tańca, zostało założone w XVI wieku po wybudowaniu zamku Hachiman.
Drogi wodne funkcjonują w zasadzie tak samo, jak w XVII wieku. W mieście widoczne są liczne kanały, fontanny i drogi wodne, które nadal są używane do mycia ryżu, warzyw i prania. 
Miasto słynie ze swoich nieskazitelnych rzek, źródeł wody i utrzymywania tradycyjnych praktyk ekologicznych, dzięki którym woda płynąca przez miasto od wieków jest wyjątkowo czysta.
Gujō Odori to nazwa letniego festiwalu tanecznego, którego początki sięgają ponad 400 lat wstecz. Trwa on do dziś przez okres trzydziestu jeden wieczorów od lipca do września. Podczas czterech dni święta O-bon w połowie sierpnia tańce trwają przez całą noc.
Miasto jest od 1932 roku wiodącym w Japonii producentem woskowych i plastikowych imitacji potraw (shokuhin-sanpuru). Bary i restauracje dekorują nimi swoje witryny, informując klientów o swojej ofercie i cenach. W niektórych warsztatach zwiedzający mogą spróbować swoich sił w tworzeniu woskowej krewetki w tempurze.

## Położenie
Miasto leży w północnej części prefektury Gifu nad rzeką Nagara. Najwyżej położonym miejscem jest szczyt Chōshi-ga-mine o wysokości 1810 m n.p.m.
Miasto graniczy z Takayamą, Mino, Gero i Seki w prefekturze Gifu oraz od zachodu z Ōno w prefekturze Fukui.

## Galeria

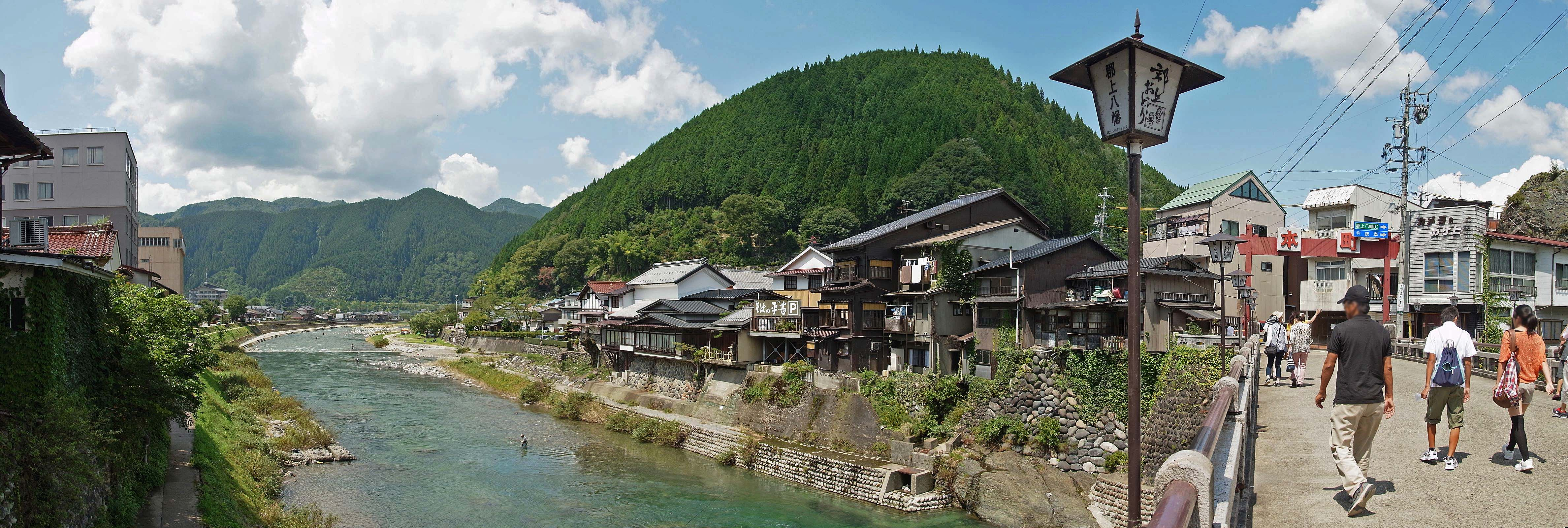
W centrum miasta
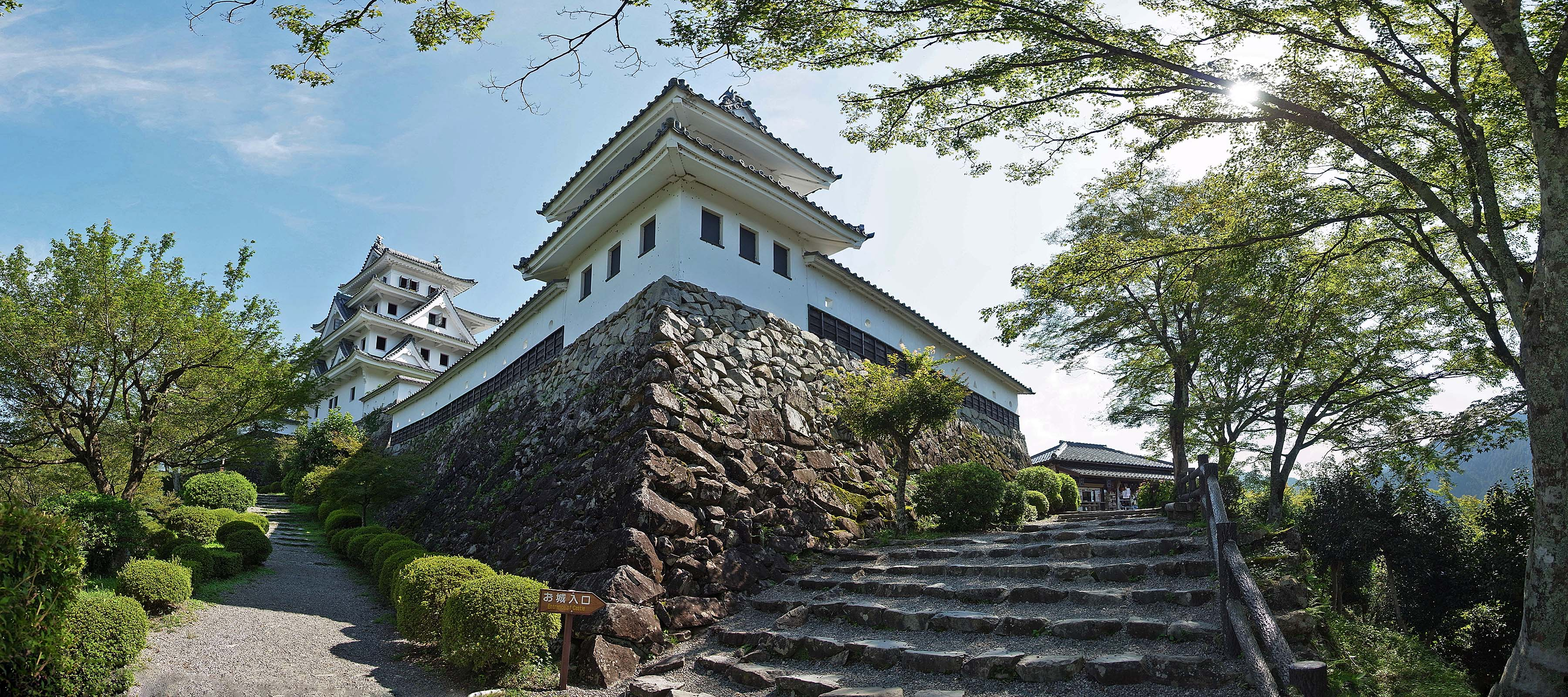
Zamek Gujō-Hachiman